# Proceedings of the American Mathematical Society
Proceedings of the American Mathematical Society (nach ISO 4 abgekürzt Proc. Am. Math. Soc.) ist eine seit 1950 monatlich in englischer Sprache erscheinende mathematische Fachzeitschrift, die von der American Mathematical Society herausgegeben wird und kurze (bis zu 15 Seiten lange) Forschungsarbeiten aus der reinen und der angewandten Mathematik veröffentlicht.